# 裏松良光
裏松 良光（うらまつ たるみつ）は、幕末の公家、明治から大正期の陸軍軍人・政治家・華族。最終階級は陸軍歩兵少佐。貴族院子爵議員。裏松家10代当主。

## 経歴
山城国京都で右少弁・裏松勲光の長男として誕生。
文久元年12月3日（1862年1月2日）元服して昇殿を許され従五位上に叙せられ筑前権介に任じられた。中務権少輔、兼中宮権大進などを歴任し、明治2年8月22日（1869年9月27日）侍従に就任。明治5年1月14日（1872年2月22日）依願免本官となりドイツ帝国へ留学。1874年3月に官費留学生に帰国命令が出されたが、自費留学が認められ、1875年（明治8年）10月31日に帰国した。祖父裏松恭光の死去に伴い、明治5年2月12日（1872年3月20日）家督を相続。1884年（明治17年）7月8日、子爵を叙爵した。 
1876年（明治9年）3月4日、陸軍歩兵少尉に任官し陸軍戸山学校附となる。以後、名古屋鎮台歩兵第6連隊小隊長、東京鎮台歩兵第2連隊小隊長、同歩兵第3連隊小隊長、歩兵第17連隊中隊長、歩兵第32連隊中隊長などを歴任。1898年（明治31年）4月1日、歩兵少佐に昇進と同時に後備役に編入された。
1902年（明治35年）10月22日、貴族院子爵議員補欠選挙で当選し、死去するまで在任した。

## 栄典
- 1915年（大正4年）4月30日 - 従二位[11]

## 系譜
- 父：裏松勲光
- 母：裏松績子（四辻公績長女）[1][4]
- 妻：裏松千代子（万里小路博房三女）[1]
- 二男：裏松友光（貴族院子爵議員）[1]
- 長女：正親町良子（正親町季董夫人）[1]
- 弟：水無瀬忠輔（水無瀬経家養子）[1]
- 妹：大原今子（大原重朝夫人）・西五辻為子（西五辻文仲夫人）[1]